# Heinz Gründel
Heinz Gründel (Berlino, 13 febbraio 1957) è un ex calciatore tedesco, di ruolo centrocampista.

## Palmarès

### Club

#### Competizioni nazionali
- Campionato belga: 1

Standard Liegi: 1982-1983
- Coppa del Belgio: 2

Thor Waterschei: 1979-1980, 1981-1982
- Supercoppa del Belgio: 1

Standard Liegi: 1983
- Coppa di Germania: 1

Amburgo: 1986-1987

#### Competizioni internazionali
- Coppa Piano Karl Rappan: 4

Herta Berlino: 1976, 1978
Standard Liegi: 1982, 1984